# Niel-bij-As
Niel-bij-As (Limburgs: Neël-bie-As) is een dorp in de Belgische provincie Limburg en een deelgemeente van de gemeente As. De voormalige gemeente Niel-bij-As hield op te bestaan in 1971, toen het fuseerde met As.
Niel-bij-As had drie historische woonkernen: het Dorp, de Daalstraat en de Grotstraat. Momenteel zijn de woonkernen : het Dorp, de Statiewijk, Dennengaerde, de Hei en het Witte dorp.

## Toponymie
De naam "Niel" komt van het Middelnederlandse woord "niel" dat "voorover" betekent. Een afgeleide hiervan is bijvoorbeeld "vernielen" in de oorspronkelijke betekenis van "neergooien". "Niel" is aldus de laagte van de Bosbeekvallei die hier diep in het Kempens Plateau is ingesneden.
Een andere lezing is dat Niel komt van nigella, een Gallische benaming die zwart betekent en duidt op een donker water.

## Geschiedenis
Niel hing eeuwenlang af van het Maaslandse Dilsen, en het werd een eerste maal vermeld in een charter van 4 juni 1253 waarin Arnold IV, graaf van Loon, de Villa van Dilsen met aanhorigheid Niel in leen kreeg van de heer van Stokkem.
De Nielenaren moesten voor hun religieuze verplichtingen en erediensten gedurende lange tijd naar Dilsen of het dichterbij gelegen As, totdat pastoor Bex van Dilsen op 3 januari 1721 Niel tot een zelfstandige parochie verhief. Zijn neef Adam Dellecomminne werd de eerste pastoor van Niel.

## Demografische ontwikkeling
- Bronnen:NIS, Opm:1831 tot en met 1970=volkstellingen

## Bezienswaardigheden

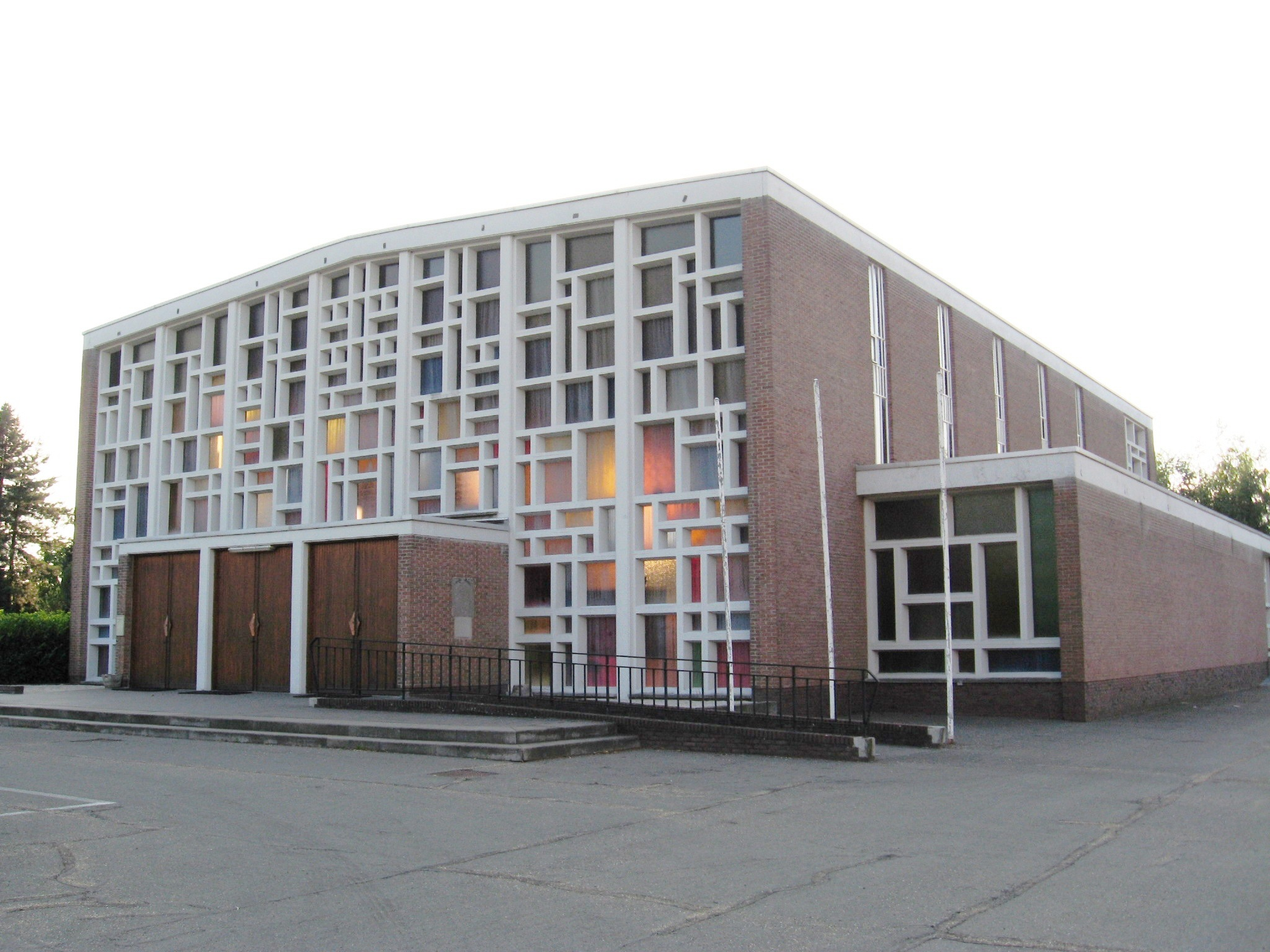
De Sint-Niklaaskerk

- De Sint-Nicolaas van Tolentijnkerk werd tussen 1967 en 1969 gebouwd naar een ontwerp van architect Van Beuren uit Genk en verving de neogotische bakstenen kerk van 1862 aan de overkant van de Hoogstraat, die gesloopt werd. In deze kerk bevindt zich een 15e-eeuws beeld van Onze-Lieve-Vrouw met Kind dat in 1994 volledig werd gerestaureerd.
- De Lourdesgrot aan de Grotstraat werd in 1944 door Louis Pillaerts, met behulp van de buren, gebouwd uit Maaskeien en beton. De grot ligt in een klein processiepark en wordt wel aangedaan door bedevaartgangers, terwijl er enkele malen per jaar ook de Mis wordt opgedragen. In 1945 ging ene Tony Vissers in de grot wonen. Deze kluizenaar werd in de volksmond broeder Bonifacius genoemd. Na een jaar bleek de grot ongeschikt als woning en hij bouwde een kleine kluis met kapel nabij de kerk van Niel, waar hij nog ongeveer tien jaar woonde en een bezienswaardigheid voor het dorp vormde.
- Aan de weg naar Opglabbeek in de Schansbroekstraat, lag een schans uit 1636. Hiervan is nog het restant van een gedeelte van de gracht overgebleven.
- In het dorp liggen verschillende langgerekte boerderijen en meerbouwige gesloten hoeven, waaronder de Castershoeve uit 1865 aan de Grotstraat. In de nabijheid ligt de gerestaureerde Sint-Jozefkapel, ook uit 1865.
- In Niel-bij-As bouwde historicus Karel van Isacker S.J. een grote stal en boerderij, aan Caelenbergstraat 40, om tot de Sint-Michaëlskapel om er de zondagsmis te celebreren volgens de buitengewone vorm van de Romeinse ritus.

## Musea
- Het Langers Lanz-Bulldog museum, een particulier museum van oude tractoren, aan Hoogstraat 277.

## Natuur en landschap
Niel-bij-As ontwikkelde zich op de rechterflank van de Bosbeekvallei, welke is ingesneden in het Kempens Plateau. Ten oosten van Niel-bij-As strekken de bossen van het Nationaal Park Hoge Kempen zich uit.
In het noorden van het gebied bevindt zich de Caelenberg (ook: Kalenberg), een steilrand aan de rechterflank van de Bosbeekvallei met een hoogte tot 85 meter boven de zeespiegel. Daar bevindt zich een droog heidegebied. In de Bosbeekvallei ligt de Caelenhaag en ertegenover, op de linkerflank, de Moorsberg.

## Bekende inwoners
- Karel Van Isacker S.J. (1913 - 2010)

## Nabijgelegen kernen
As, Dorne, Opglabbeek, Mechelen-aan-de-Maas, Lanklaar, Genk

## Galerij

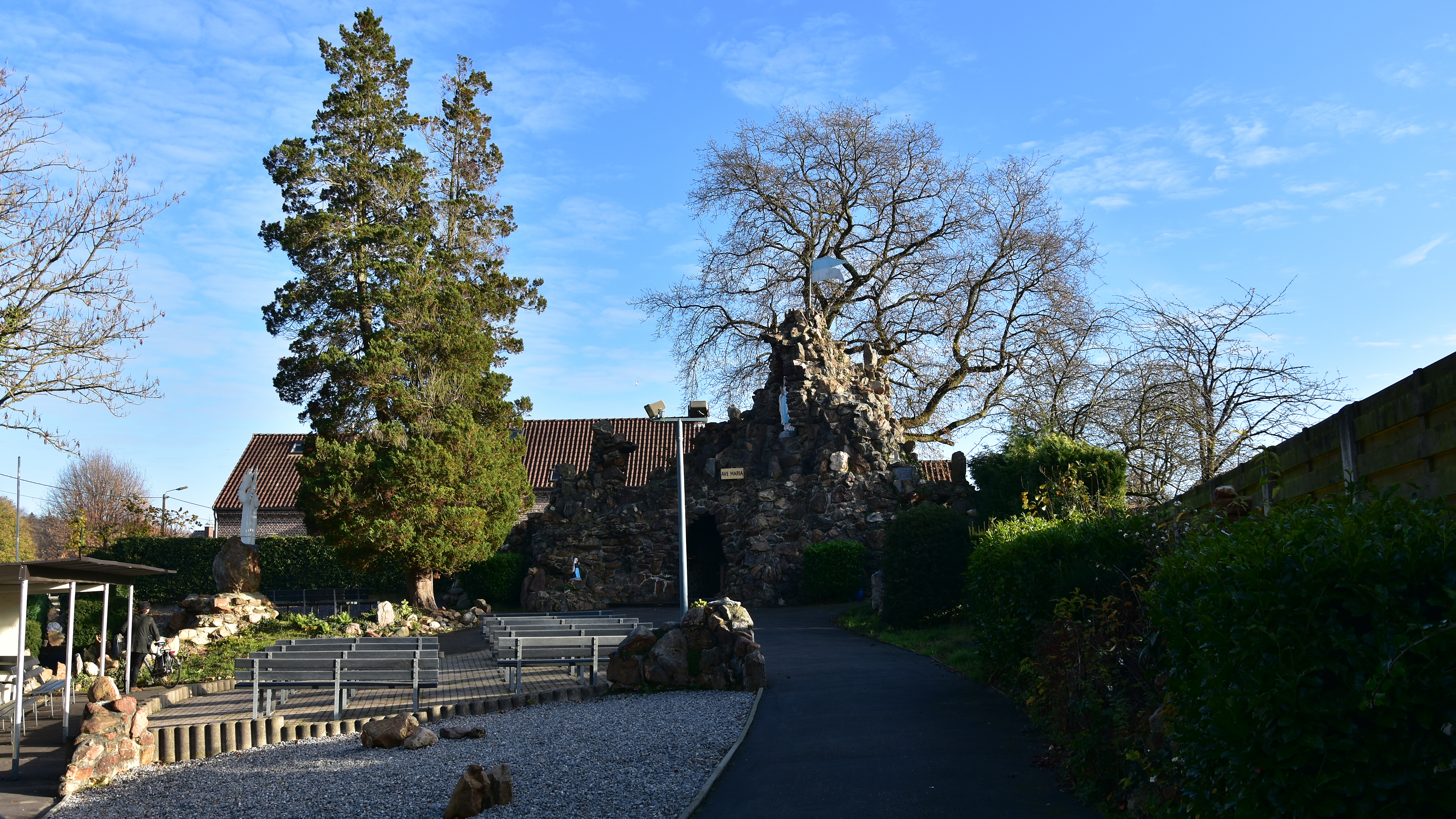
De Lourdesgrot
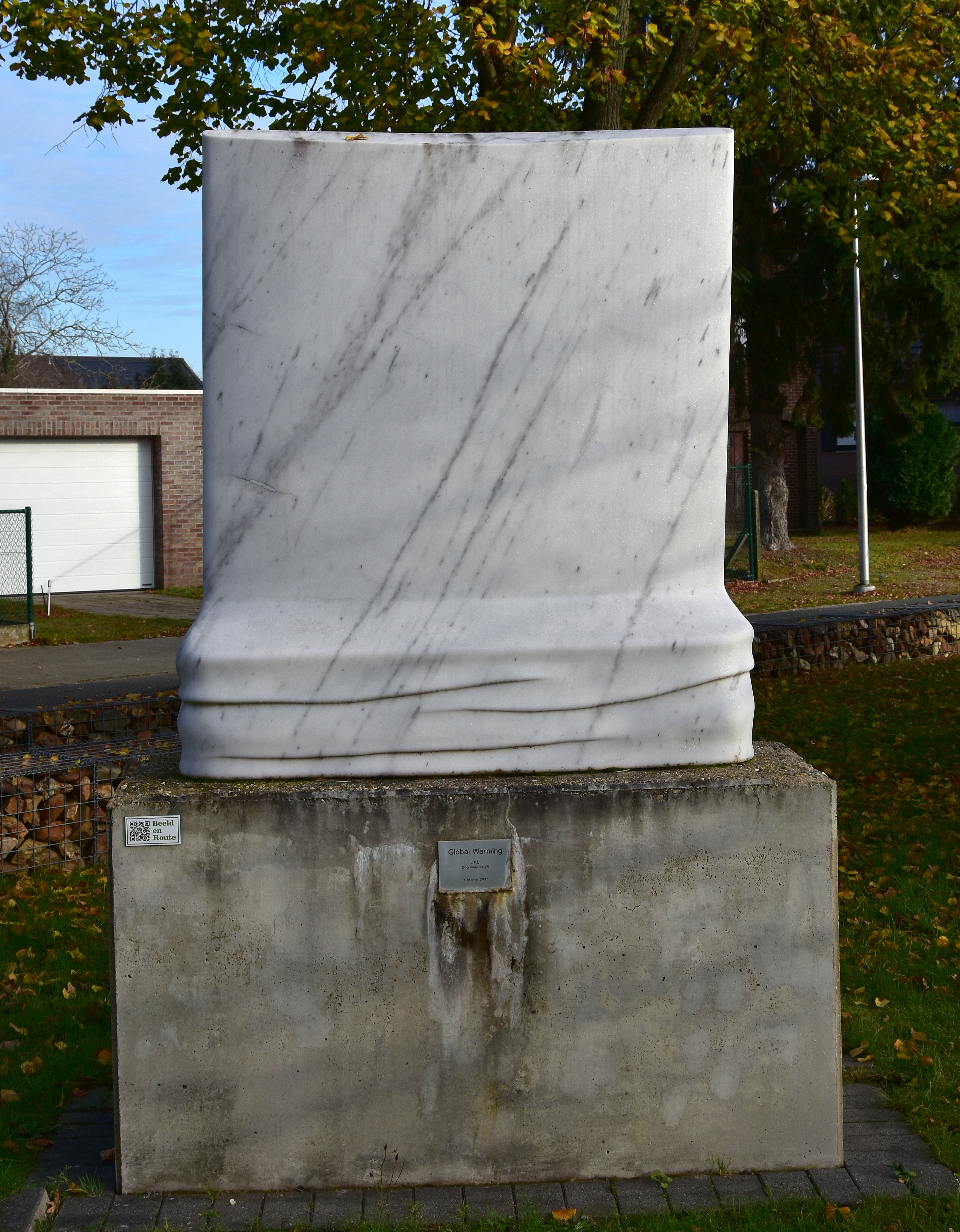
Global Warming van Leopold Janssen
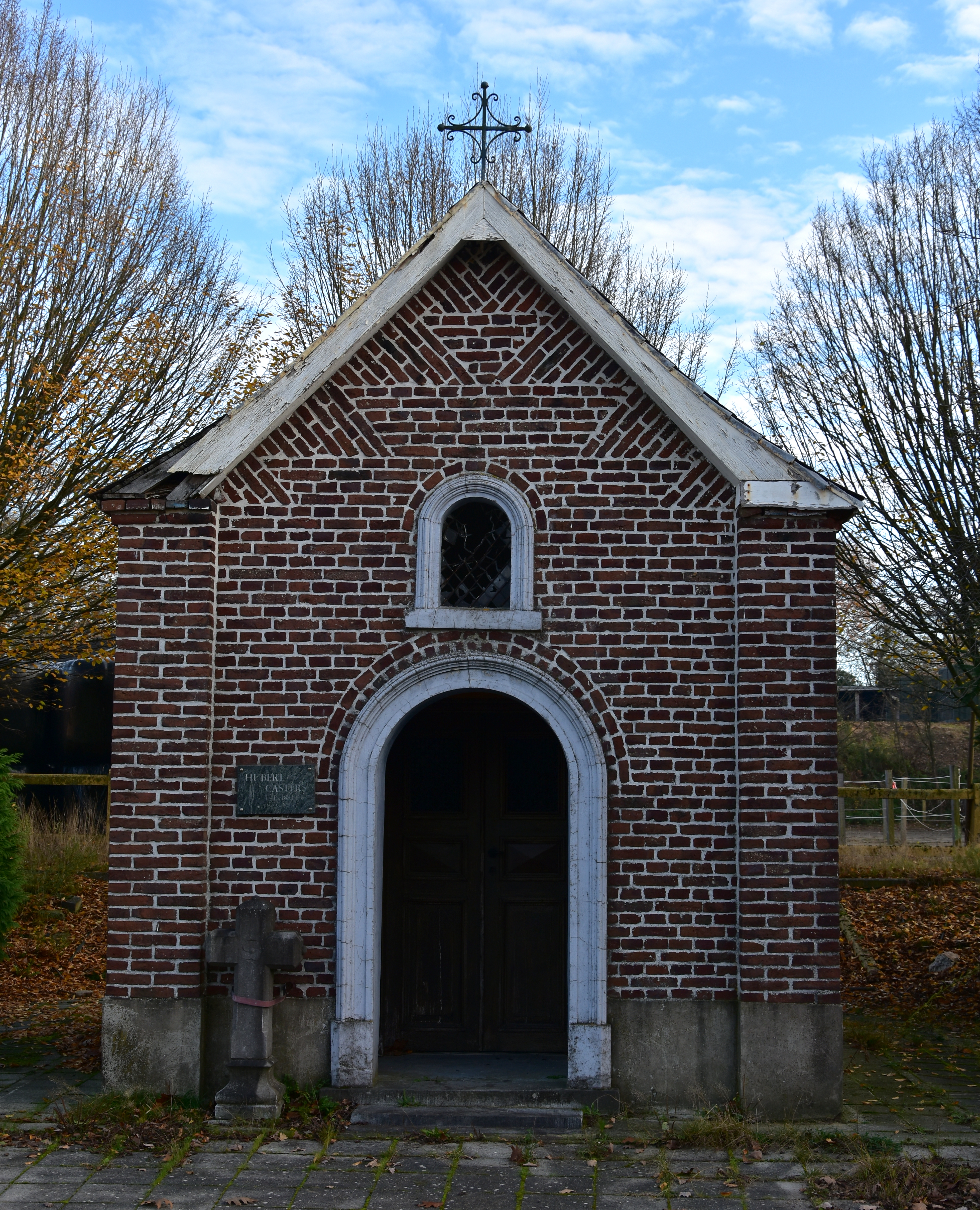
De Sint-Jozefkapel

Deelgemeenten: As  · Niel-bij-As 

 Wijken: Cité Cockerill · Dennengaarde · Statiewijk · Ter Heide · Witte Dorp · Zevenhuizen 

Belgische gemeenten · Arrondissement Tongeren · Limburg · Vlaanderen